# 六浦站
六浦站（日语：／ Mutsuura eki */?）位於日本神奈川縣橫濱市金澤區六浦五丁目，是屬於京濱急行電鐵逗子線的鐵路車站。此站是橫濱市最南的車站。車站編號是KK51。

## 年表
- 1943年（昭和18年）2月15日 - 東京急行電鐵（大東急）的海軍專用站六浦莊臨時站在現址往逗子500公尺處啟用。
- 1948年（昭和23年）6月1日 - 成為京濱急行電鐵車站。
- 1949年（昭和24年）3月1日 - 六浦站遷移至現址。當時為地面車站。
- 1970年（昭和45年）7月 - 跨站式站房啟用。
- 1999年（平成11年）7月31日 - 改點，廢止京急蒲田 - 新逗子間急行。
- 2010年（平成22年）5月16日 - 改點，成為新設的機場急行停靠站。

## 車站結構
本站為月台有效長度對應8輛編組的側式月台2面2線地面車站。月台與大廳之間有輪椅可使用的電扶梯與電梯。跨站式站房在神武寺側，線路北側為西口、南側為東口，出口與大廳之間設有電梯。
站內有自動驗瞟閘門、自動售票機、自動精算機，亦有廁所。
上行線有綜合車輛製作所橫濱事業所至東日本旅客鐵道（JR東日本）橫須賀線逗子站的回送列車通過，因此軌道是可通行標準軌與窄軌的雙軌距鐵路。
以前雙軌距鐵路的共用軌設在月台側，因此行駛窄軌的回送列車中軸會比京急列車靠近月台，意為車廂會較靠近月台，為了避免回送列車車輛擦撞月台，上行線月台距離線路較遠。因此，行駛標準軌的京急列車停站時，月台間隙寬達27公分。
2011年10月，本站前後設置特殊轉轍器，共用軌改設在月台對側。同時月台也將間隙縮短至8公分，降低乘客上下車的危險。

### 月台配置
| 月台 | 路線   | 方向 | 目的地                         |
| ---- | ------ | ---- | ------------------------------ |
| 1    | 逗子線 | 下行 | 逗子·葉山方向                  |
| 2    | 逗子線 | 上行 | 金澤八景、橫濱、品川、新橋方向 |

## 使用情況
2016年度1日平均上下車人次為16,242人，京急線全部72個車站當中排行第45位。
近年1日平均上下車人次與上車人次的推移如下表。
| 年度               | 1日平均 上下車人次 | 1日平均 上車人次 | 來源     |
| ------------------ | ------------------ | ---------------- | -------- |
| 1980年（昭和55年） |                    | 7,375            |          |
| 1981年（昭和56年） |                    | 7,553            |          |
| 1982年（昭和57年） |                    | 7,611            |          |
| 1983年（昭和58年） |                    | 7,765            |          |
| 1984年（昭和59年） |                    | 7,879            |          |
| 1985年（昭和60年） |                    | 8,055            |          |
| 1986年（昭和61年） |                    | 8,307            |          |
| 1987年（昭和62年） |                    | 8,743            |          |
| 1988年（昭和63年） |                    | 9,378            |          |
| 1989年（平成元年） |                    | 9,699            |          |
| 1990年（平成02年） |                    | 10,145           |          |
| 1991年（平成03年） |                    | 10,505           |          |
| 1992年（平成04年） |                    | 10,532           |          |
| 1993年（平成05年） |                    | 10,748           |          |
| 1994年（平成06年） |                    | 10,740           |          |
| 1995年（平成07年） |                    | 10,743           | [ * 1 ]  |
| 1996年（平成08年） |                    | 10,425           |          |
| 1997年（平成09年） |                    | 10,202           |          |
| 1998年（平成10年） |                    | 10,159           | [ * 2 ]  |
| 1999年（平成11年） |                    | 9,890            | [ * 3 ]  |
| 2000年（平成12年） | 19,647             | 9,746            | [ * 3 ]  |
| 2001年（平成13年） | 19,443             | 9,644            | [ * 4 ]  |
| 2002年（平成14年） | 19,080             | 9,465            | [ * 5 ]  |
| 2003年（平成15年） | 18,799             | 9,318            | [ * 6 ]  |
| 2004年（平成16年） | 18,485             | 9,157            | [ * 7 ]  |
| 2005年（平成17年） | 18,271             | 9,067            | [ * 8 ]  |
| 2006年（平成18年） | 18,191             | 8,942            | [ * 9 ]  |
| 2007年（平成19年） | 17,776             | 8,768            | [ * 10 ] |
| 2008年（平成20年） | 17,126             | 8,557            | [ * 11 ] |
| 2009年（平成21年） | 16,775             | 8,372            | [ * 12 ] |
| 2010年（平成22年） | 16,523             | 8,245            | [ * 13 ] |
| 2011年（平成23年） | 16,271             | 8,111            | [ * 14 ] |
| 2012年（平成24年） | 16,268             | 8,117            | [ * 15 ] |
| 2013年（平成25年） | 16,519             | 8,245            | [ * 16 ] |
| 2014年（平成26年） | 16,182             | 8,068            | [ * 17 ] |
| 2015年（平成27年） | 16,235             | 8,085            | [ * 18 ] |
| 2016年（平成28年） | 16,242             |                  |          |

## 車站周邊
周邊為住宅區。車站附近道路狹窄，未設計程車乘車處。車站西口也沒有巴士乘車處。車站西方逗子線上有橫濱橫須賀道路高架橋。
- 六浦站前郵便局
- 横滨市消防局金澤消防署六浦出張所
- 光傳寺 - 步行20分

### 巴士路線
六浦站（東口、六浦南公園前發車）
橫濱京急巴士能見台營業所
- 六1 六浦站 → 湘南六浦第一 → 六浦台住宅→六浦南小學校 → Este City（エステシティ）壹番館 →  Este City3號棟 → 六浦站
- 六2 六浦站 → 湘南六浦第一 → 六浦台住宅→六浦南小學校 → Este City壹番館 →  Este City3號棟

## 相鄰車站
京濱急行電鐵
 逗子線
■特急、■機場急行、■普通
金澤八景（KK50）－六浦（KK51）－神武寺（KK52）

## 外部連結
- 六浦站（各站資訊） - 京濱急行電鐵